# Vogue (danse)
Pour les articles homonymes, voir Vogue (homonymie).
Le vogue, ou plus souvent le néologisme voguing, est un style de danse urbaine consistant à faire, en marchant, avec les bras et les mains des mouvements qui sont inspirés des poses de mannequins lors des défilés de mode. Le voguing est né dans les années 1970 dans des clubs gays, plus précisément dans les balls fréquentés par des homosexuels et transgenres afro-américains, essentiellement à New York.

## Caractéristiques
Selon Tiphaine Bressin et Jérémy Patinier (Strike a pose. Histoire(s) du voguing, 2012), les soirées homosexuelles et transgenres explorant de nouveaux styles d'expression corporelle existent depuis au moins le XIXème siècle (ex: Hamilton Lodge, Harlem, 1869). Le phénomène se généralise en mode populaire (les balls) au milieu du siècle suivant, mais les minorités ethniques sont souvent exclues des soirées. Lors des décennies suivantes, les minorités ethniques développent leurs propres balls sur le socle des libérations culturelles liées au mouvement Black Power. Bressin et Patinier situent le premier ball où le voguing finit par émerger en 1962.
Apparu dans les années 1970 parmi la communauté transgenre et gay des afro et latino-américains (voir : communauté LGBT afro-américaine),, le voguing est caractérisé par la pose-mannequin, telle que pratiquée dans le magazine américain Vogue durant les années 1960 et lors des défilés de mode, intégrée avec des mouvements angulaires, linéaires et rigides du corps, des bras et des jambes. Le mouvement touche les hommes et les femmes et prend de l'ampleur lors de la décennie suivante.
Les danseurs se regroupent en équipes appelées « houses ». Ces équipes se retrouvent, et s'affrontent en chorégraphie, lors d’événements, les « balls » ou « balls de voguing ». Les « houses » portent le nom de maisons de couture ou marques de luxe. Forme de revendication de la part d'une communauté « non blanche » et également gay, souvent en pleine exclusion familiale et sociale, le voguing reste une parodie de la surmédiatisation de la mode.
Dans les années 1990, le voguing est connu pour avoir inspiré le titre Vogue de Madonna et la répétition de l'ordre « Strike a pose » (« Prenez la pose ») ; mais à cette époque, le sida cause de nombreux décès dans les rangs des danseurs, et le mouvement décline. Certains danseurs passent sur le devant de la scène, à l'image de Willi Ninja,. Popularisé, le mouvement ne disparait pas totalement et touche alors un public plus large sans revendication sociale particulière.
Très présent aux États-Unis, et plus précisément à New York, à partir des années 1980, ce mouvement est également visible trente ans plus tard en France,. À la même époque, Lady Gaga et Beyoncé dans Telephone, ainsi que Beth Ditto dans son titre I Wrote The Book s'en inspirent. En 2013, ce mouvement culturel inspire un premier film de Sheldon Larry intitulé Leave It on the Floor.

## Filmographie
- Paris Is Burning, documentaire américain de Jennie Livingston, 1991[3].
- Realness With A Twist, court métrage de Romain Cieutat, 2015
- The Get Down (série), série originale diffusée sur Netflix, 2016.
- Paris Is Voguing, documentaire de Gabrielle Culand, 2017
- My House (en), série, 2018
- Pose, série de Ryan Murphy, 2018[8]
- Climax, film de Gaspar Noé, 2018
- Port Authority, film de Danielle Lessovitz, 2019
- Deep in Vogue, documentaire de Dennis Keighron-Foster et Amy Watson, 2019[9]